# Roodebol
Roodebol is een Belgisch bier. Het wordt gebrouwen door Brouwerij Loterbol te Diest.

## Achtergrond
De naam van het bier verwijst enerzijds naar krieken, die rode bolletjes zijn, maar anderzijds ook naar Loterbol, het basisbier voor Roodebol. In die zin is Roodebol ook rode Loterbol.

Het bier wordt verkocht in flessen van 75 cl. Het etiket is een rode bol (staande voor een kriek), die met een groen lintje aan de flessenhals wordt bevestigd.

## Het bier
Roodebol is een amberrood fruitbier met een alcoholpercentage van 6,6%. Het is gemaakt op basis van Loterbol Blond en krieken uit Geetbets, die 10 maanden rijpen.